# Manggungharja
Manggungharja is een bestuurslaag in het regentschap Bandung van de provincie West-Java, Indonesië. Manggungharja telt 11.279 inwoners (volkstelling 2010).